# Paul-Augustin Lecœur
Paul-Augustin Lecœur, né le 13 mars 1848 à Rouen (Seine-Maritime) et mort le 18 mars 1942 à Saint-Flour (Cantal), est un prélat français, évêque de Saint-Flour de 1906 à 1942.

## Biographie

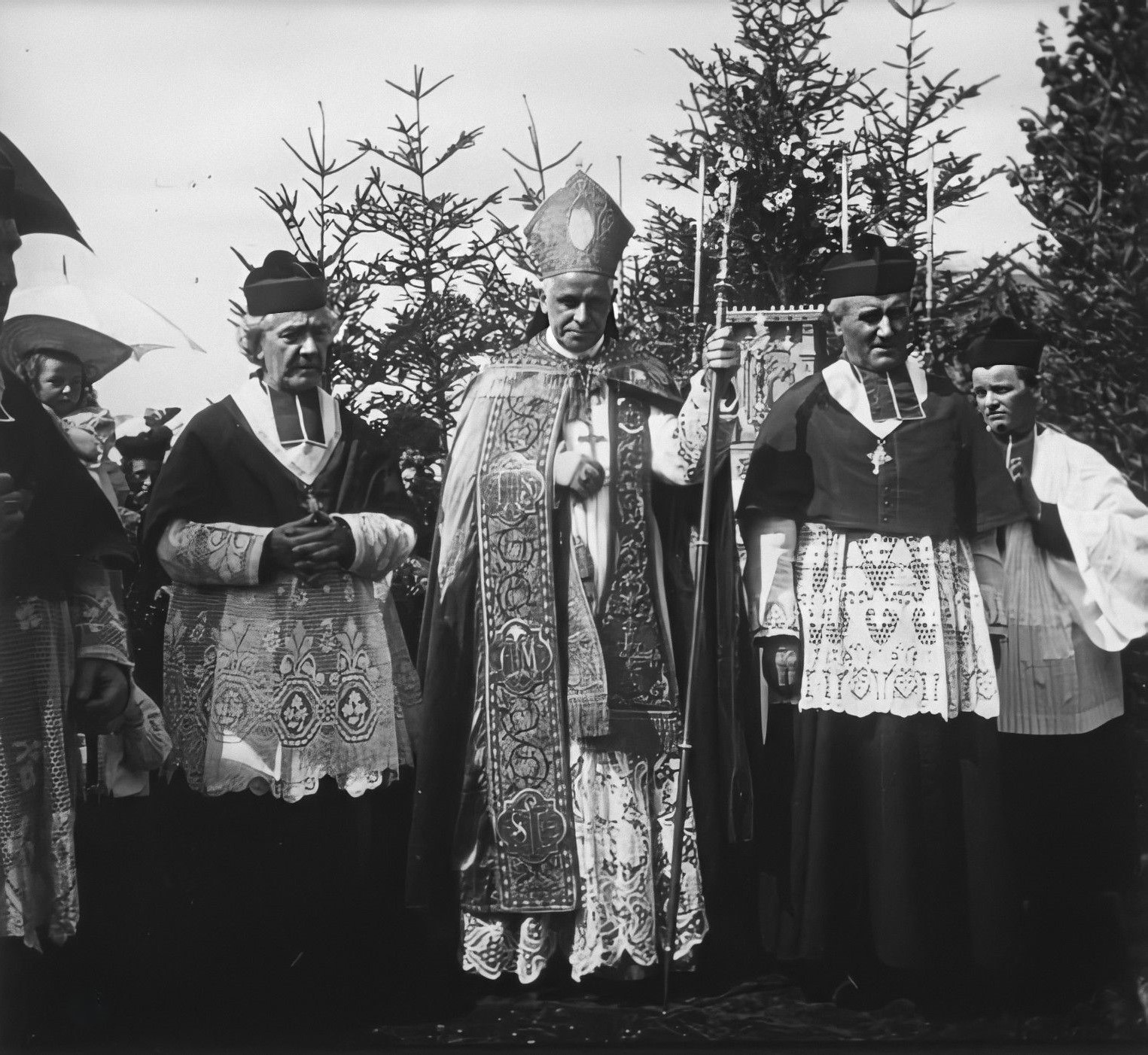
Célébration par Paul-Augustin Lecœur en octobre 1906

Il participe à la guerre de 1870 en tant qu'infirmier.
Il est ordonné prêtre le 21 juillet 1872 pour le diocèse de Rouen et enseigne à l'institution Join-Lambert de Rouen, dont il devient ensuite le supérieur de 1900 à 1906.
Paul-Augustin Lecœur est nommé évêque de Saint-Flour le 13 juillet 1906. Le palais épiscopal est confisqué et les séminaristes sont chassés du grand séminaire de Saint-Flour qui est lui aussi confisqué par les autorités. Ils doivent trouver refuge à la maison des Missionnaires.
En 1911, l'évêque reçoit l'abjuration des derniers fidèles de la Petite Église de l'Aveyron, dès lors réintégrés à l'Église catholique. 
C'est lui qui consacre Jean-Baptiste Castanier comme évêque d'Osaka au Japon en 1918, et Jules Saliège en 1926, évêque de Gap.
C’est sous son épiscopat qu’a été construite l’église du Sacré-Cœur d'Aurillac (1935-1937) érigée en église paroissiale dès 1934.
Il meurt après trente-six ans d'épiscopat à l'âge de 94 ans.

## Armes
D'azur à la croix d'argent chargée d'un cœur enflammé de gueules, entouré d'une couronne d'épines de sable; cantonné au 1er d'une marguerite d'argent et au 4e d'une rose d'or. 

## Distinctions
- Officier de la Légion d'honneur (17 mars 1942)

## Écrits
- Lettre pastorale sur l'amour du prochain, 1928
- Lettres et discours
- Le Culte de la Sainte Vierge et les arts en Normandie, Rouen, 1905